# 兵庫県道164号香住港線
兵庫県道164号香住港線（ひょうごけんどう164ごう かすみこうせん）は、兵庫県美方郡香美町を通る一般県道である。

## 概要
美方郡香美町香住区一日市から美方郡香美町香住区境に至る。

### 路線データ
- 起点：美方郡香美町香住区一日市（香住港前）
- 終点：美方郡香美町香住区境（一本松南交差点、兵庫県道・京都府道11号香美久美浜線交点）
- 総延長：1,018 m

## 歴史
- 2008年（平成20年）7月29日 - 兵庫県告示786号により、兵庫県道4号香住村岡線から一日市交差点 - 一本松南交差点間が移管されたため、路線延長が延伸された[1]。

## 地理

### 通過する自治体
- 美方郡香美町

### 交差する道路
| 交差する道路                       | 交差する場所 | 交差する場所          |
| ---------------------------------- | ------------ | --------------------- |
| 兵庫県道・京都府道11号香美久美浜線 | 香住区境     | 一本松南交差点 / 終点 |

### 沿線
- 香住港